# Veľká Čalomija
Veľká Čalomija (Hongaars: Nagycsalomja) is een Slowaakse gemeente in de regio Banská Bystrica, en maakt deel uit van het district Veľký Krtíš.
Veľká Čalomija telt 581 inwoners.
Balog nad Ipľom · Bátorová · Brusník · Bušince · Čebovce · Čeláre · Čelovce · Červeňany · Dačov Lom · Dolinka · Dolná Strehová · Dolné Plachtince · Dolné Strháre · Ďurkovce · Glabušovce · Horná Strehová · Horné Plachtince · Horné Strháre · Hrušov · Chrastince · Chrťany · Ipeľské Predmostie · Kamenné Kosihy · Kiarov · Kleňany · Koláre · Kosihovce · Kosihy nad Ipľom · Kováčovce · Lesenice · Ľuboriečka · Malá Čalomija · Malé Straciny · Malé Zlievce · Malý Krtíš · Modrý Kameň · Muľa · Nenince · Nová Ves · Obeckov · Olováry · Opatovská Nová Ves · Opava · Pôtor · Pravica · Príbelce · Sečianky · Seľany · Senné · Sklabiná · Slovenské Ďarmoty · Slovenské Kľačany · Stredné Plachtince · Sucháň · Suché Brezovo · Širákov · Šuľa · Trebušovce · Veľká Čalomija · Veľká Ves nad Ipľom · Veľké Straciny · Veľké Zlievce · Veľký Krtíš · Veľký Lom · Vieska · Vinica · Vrbovka · Záhorce · Závada · Zombor · Želovce